# Villecomte
Villecomte est une commune française située dans le département de la Côte-d'Or en région Bourgogne-Franche-Comté et qui fait partie de la communauté de communes des vallées de la Tille et de l'Ignon (COVATI). Les gentilés sont Villacomitiens.

## Géographie
Situé sur l'Ignon et comprenant cinq kilomètres du cours de cette rivière, avec sa rive gauche sur environ un kilomètre, le territoire de Villecomte s'étend vers le sud sur une partie du grand plateau qui est couvert par les forêts de Val-Suzon et d'Is-sur-Tille. Les versants orientés majoritairement vers le nord sont coupés de grandes combes, et c'est à leur pied que se trouvent plusieurs grottes. Le village est installé en rive droite de l'Ignon, il est relié par un pont routier à la route départementale 901 (de Chatillon-sur-Seine à Is-sur-Tille) qui contourne la pointe sud du plateau de Langres en rive gauche de l'Ignon.
Quelques prairies sont irriguées par la rivière ; autour dans la vallée, le terrain est occupé par l'agriculture, mais c'est surtout la forêt qui couvre la majeure partie du territoire, sur les versants, dans la plupart des combes et sur le plateau. Le finage couvre un peu plus de 16 km2, l'altitude minimum est de 288 m au point aval de l'Ignon, le point maximum est à 523 m vers le petit bout du terrain militaire d'Épagny qui dépasse sur le territoire de Villecomte.

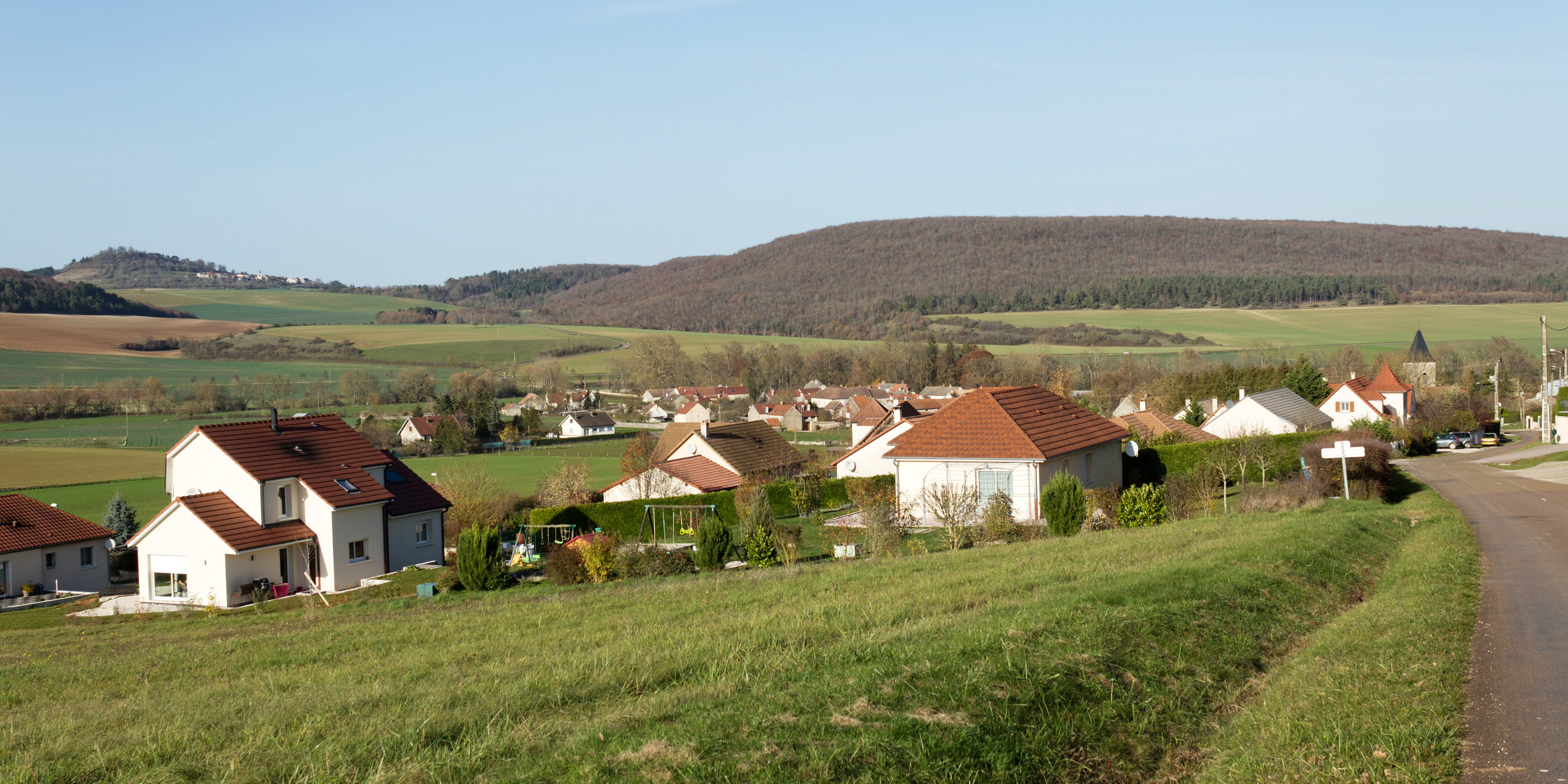
Villecomte vue de la route de Chaignay. À droite la colline du bois de Charmoy (commune de Diénay), au fond à gauche la butte karstique de Saulx-le-Duc.

### Hameaux, écarts, lieux-dits
La population est regroupée dans le village, la commune n'a pas de hameaux rattachés.
- Le village de Villecomte comprend le quartier neuf des Louères.
- Habitat ou bâti écarté : ferme de Fontenelle, ancienne forge de Villecomte.
- Lieux-dits d'intérêt local : peuptu (aven) de la Combe-Millot, bois du Roroy, plusieurs combes portent un nom (combe Millot, grande combe Teuffey...).

### Hydrographie
Bien qu'il comprenne les versants de plusieurs collines, le territoire n'a pas de rivières ou de ruisseaux pour descendre vers l'Ignon, cette zone karstique conduisant l'eau vers des réseaux souterrains. Quelques sources apparaissent en basse altitude dans les prairies proches de la rivière (le Puits Carré).
L'Ignon traverse le territoire en partie nord sur 5 km environ, la faible dénivellation est à l'origine de nombreux méandres et de la division en plusieurs bras vers les Prés Neufs, lieu où se trouve un petit étang dans une ancienne sablière, près du pont qui relie le village à la D 901. L'Ignon fait partie du bassin versant de la Saône, et donc du Rhône.

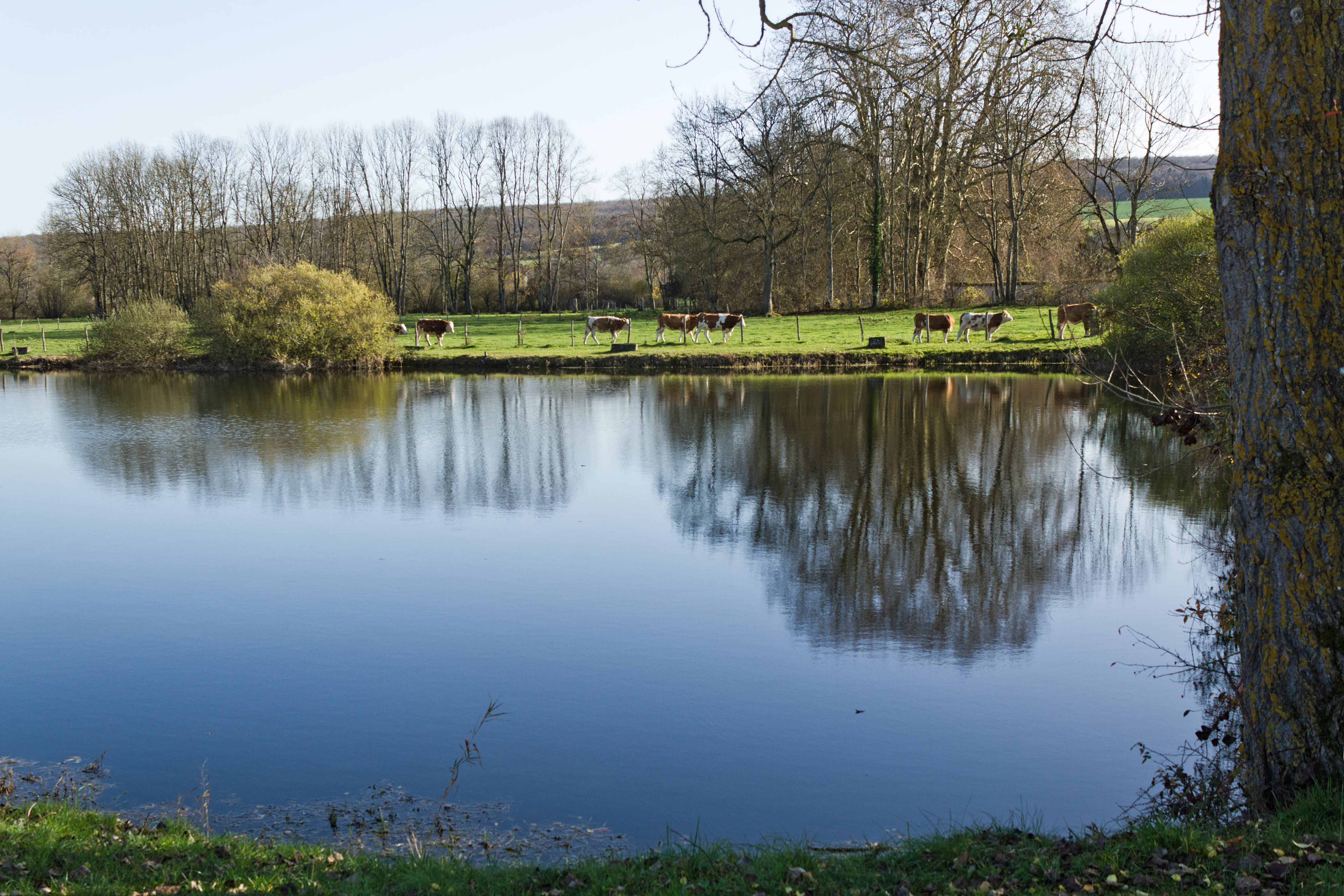
Étang des Prés Neufs.
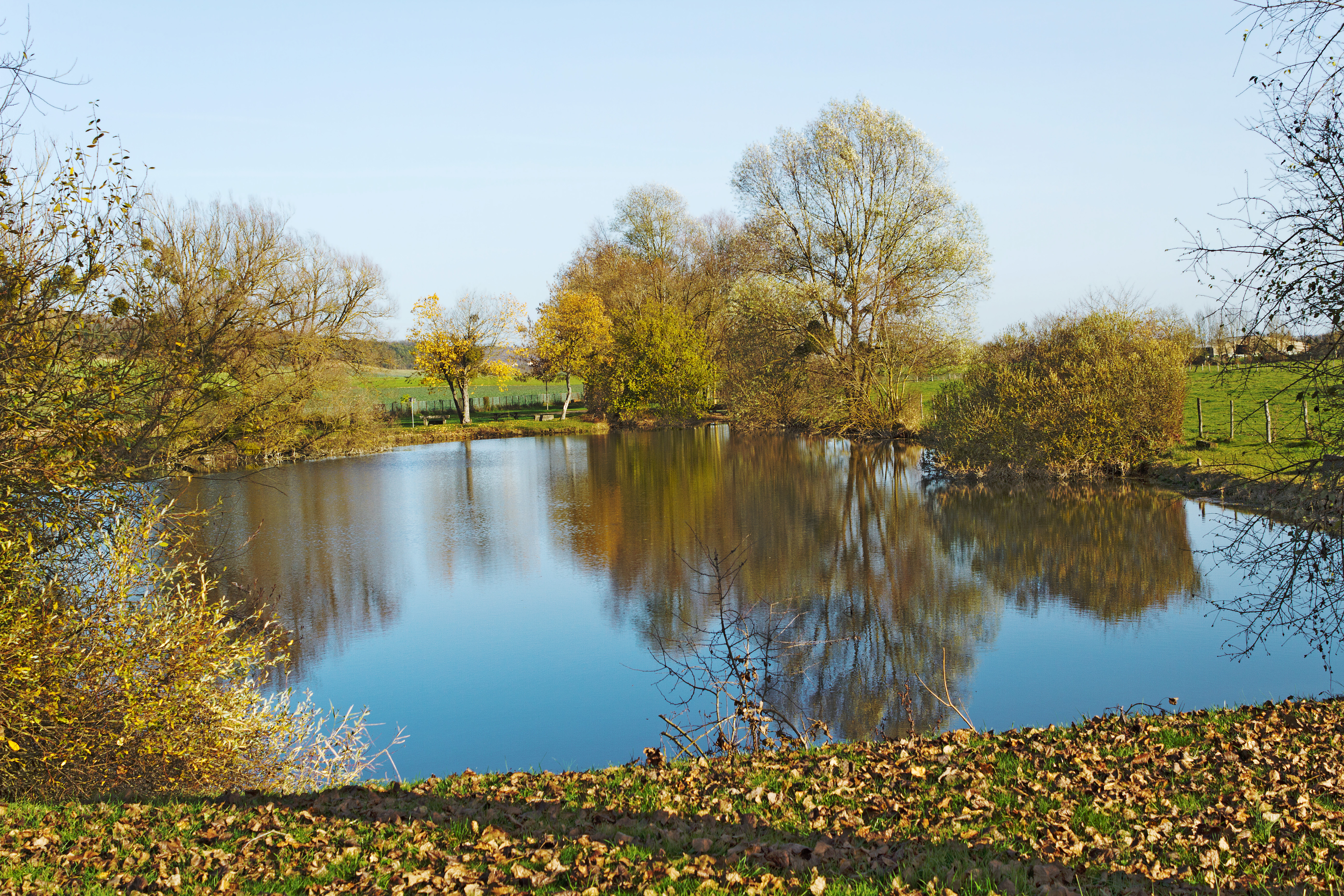

### Géologie
Plusieurs grottes se trouvent sur le territoire et sont des ouvertures sur le plus vaste réseau hydraulique souterrain de Bourgogne, formé par l'érosion des roches calcaires en sous-sol. Dans ce karst, le peuptu de la Combe-Millot est exploré par les spéléologues.
Le Creux-Bleu près de la mairie de Villecomte est la résurgence de la rivière de Francheville qui disparaît dans le gouffre de la Combe-aux-Prêtres, sur la commune de Francheville, à 12 km au sud-est à vol d'oiseau. Une grotte noyée précède la résurgence, elle est aussi visitée par les plongeurs-spéléologues.

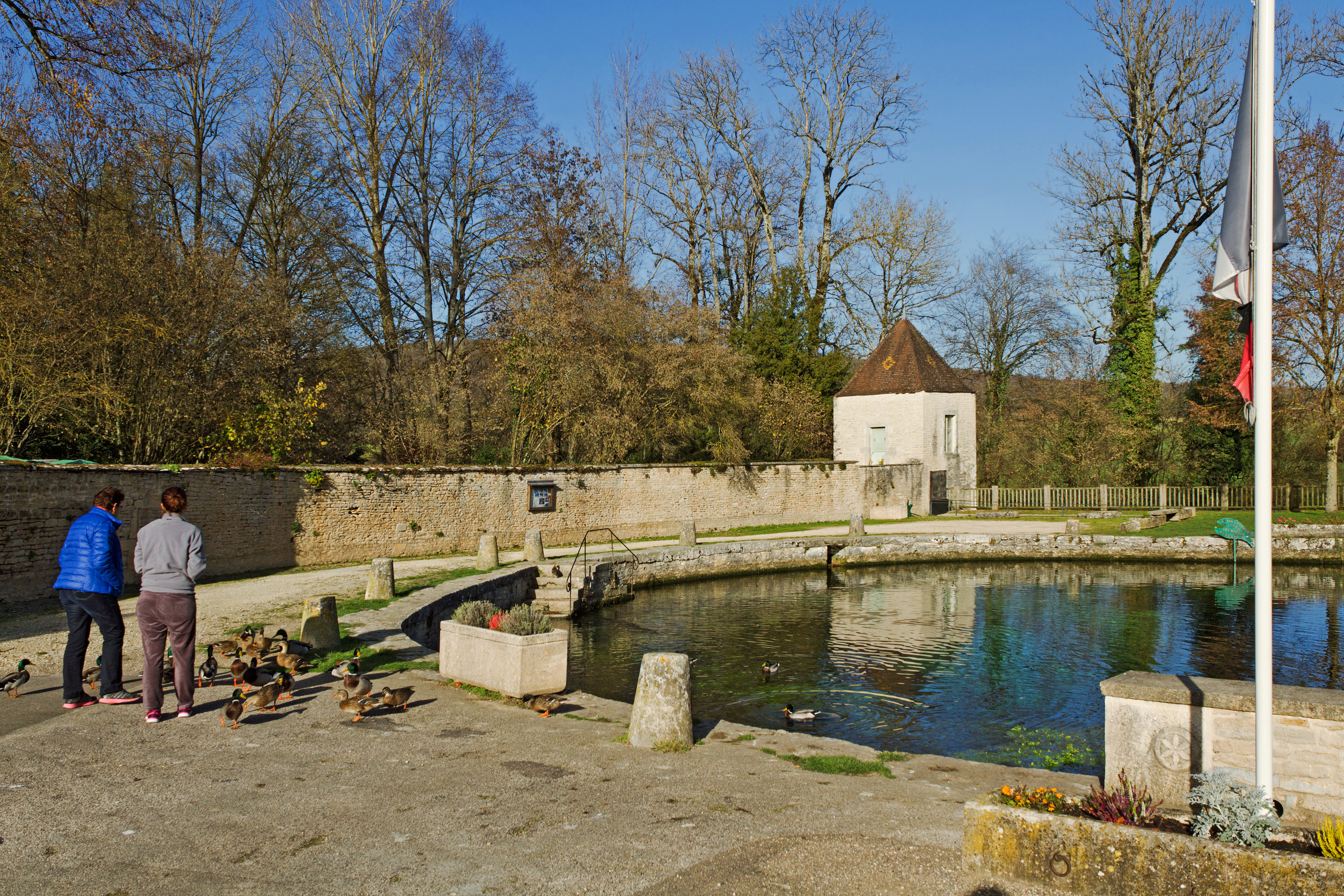
Résurgence du Creux Bleu.
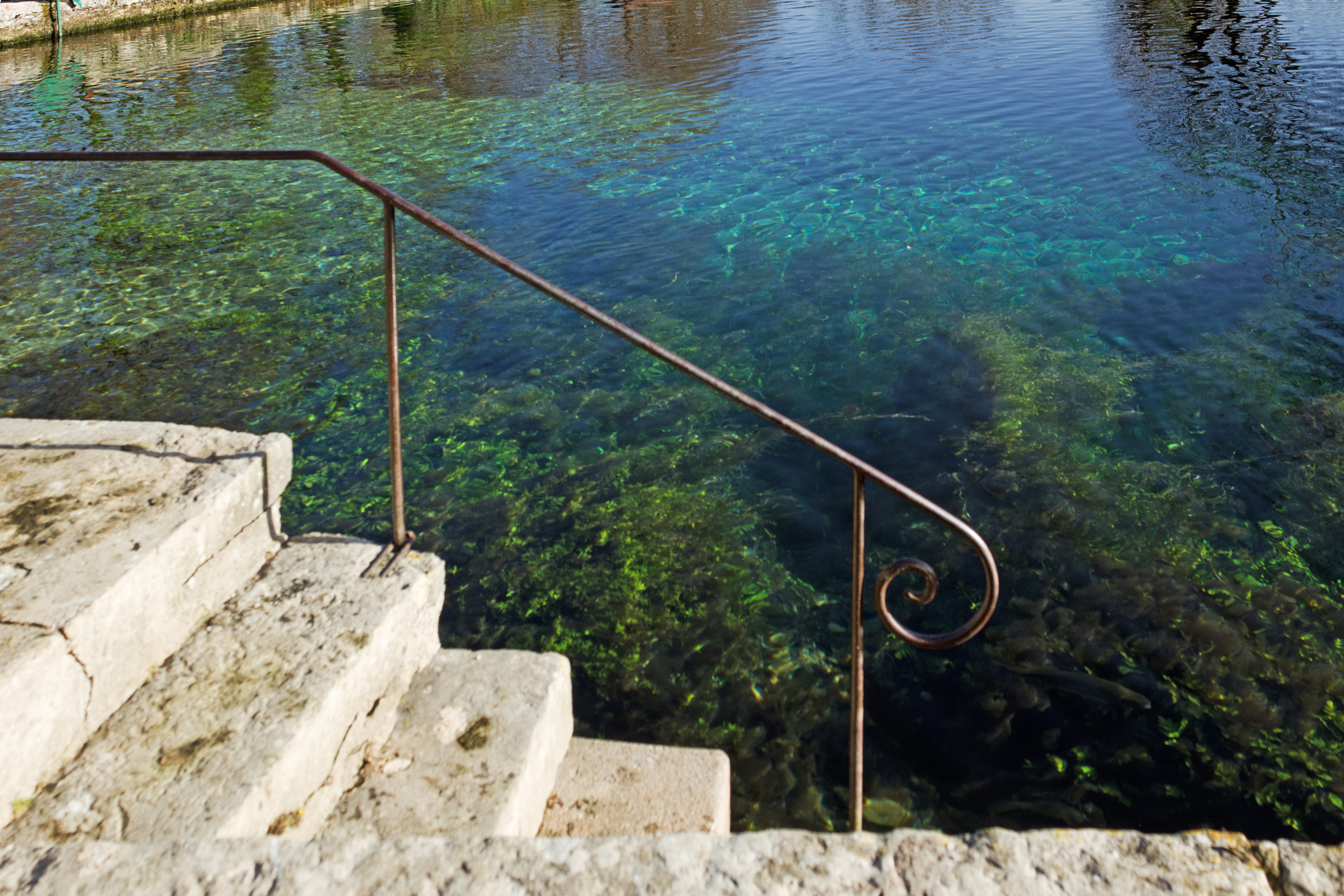

### Climat
Pour des articles plus généraux, voir Climat de la Bourgogne-Franche-Comté et Climat de la Côte-d'Or.
En 2010, le climat de la commune est de type climat des marges montargnardes, selon une étude du Centre national de la recherche scientifique s'appuyant sur une série de données couvrant la période 1971-2000. En 2020, Météo-France publie une typologie des climats de la France métropolitaine dans laquelle la commune est exposée à un climat océanique altéré et est dans une zone de transition entre les régions climatiques « Lorraine, plateau de Langres, Morvan » et « Bourgogne, vallée de la Saône ». 
Pour la période 1971-2000, la température annuelle moyenne est de 10,4 °C, avec une amplitude thermique annuelle de 17,5 °C. Le cumul annuel moyen de précipitations est de 894 mm, avec 12,6 jours de précipitations en janvier et 8,4 jours en juillet. Pour la période 1991-2020, la température moyenne annuelle observée sur la station météorologique de Météo-France la plus proche, « Saint-Martin-du-M », sur la commune de Saint-Martin-du-Mont à 20 km à vol d'oiseau, est de 9,9 °C et le cumul annuel moyen de précipitations est de 938,1 mm,. Pour l'avenir, les paramètres climatiques de la commune estimés pour 2050 selon différents scénarios d'émission de gaz à effet de serre sont consultables sur un site dédié publié par Météo-France en novembre 2022.

## Urbanisme

### Typologie
Au 1er janvier 2024, Villecomte est catégorisée commune rurale à habitat dispersé, selon la nouvelle grille communale de densité à 7 niveaux définie par l'Insee en 2022.
Elle est située hors unité urbaine. Par ailleurs la commune fait partie de l'aire d'attraction de Dijon, dont elle est une commune de la couronne,. Cette aire, qui regroupe 333 communes, est catégorisée dans les aires de 200 000 à moins de 700 000 habitants,.

### Occupation des sols
L'occupation des sols de la commune, telle qu'elle ressort de la base de données européenne d’occupation biophysique des sols Corine Land Cover (CLC), est marquée par l'importance des forêts et milieux semi-naturels (61 % en 2018), une proportion identique à celle de 1990 (61 %). La répartition détaillée en 2018 est la suivante : 
forêts (61 %), terres arables (26,7 %), prairies (10,1 %), zones urbanisées (2,1 %). L'évolution de l’occupation des sols de la commune et de ses infrastructures peut être observée sur les différentes représentations cartographiques du territoire : la carte de Cassini (XVIIIe siècle), la carte d'état-major (1820-1866) et les cartes ou photos aériennes de l'IGN pour la période actuelle (1950 à aujourd'hui).

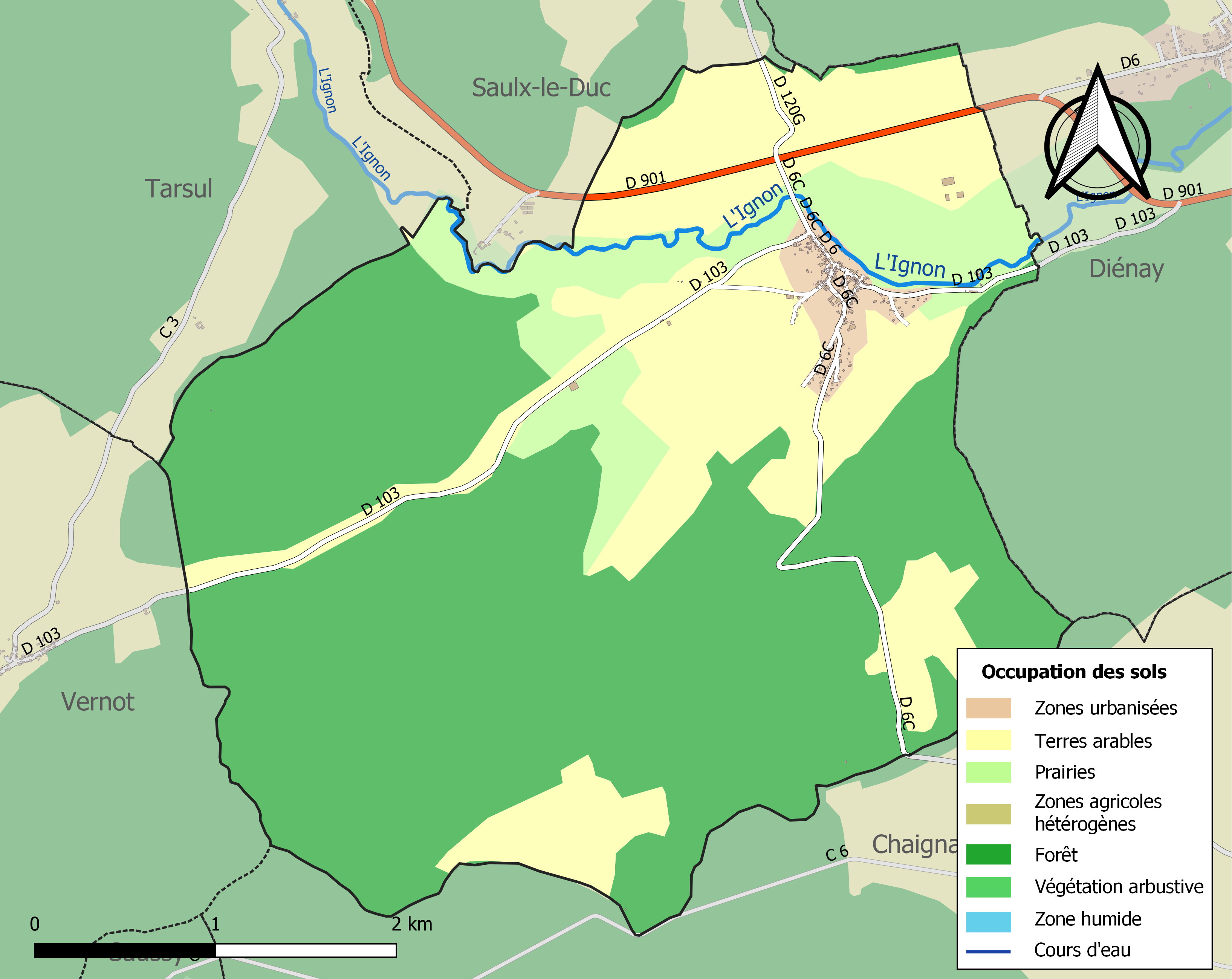
Carte des infrastructures et de l'occupation des sols de la commune en 2018 (CLC).

## Histoire

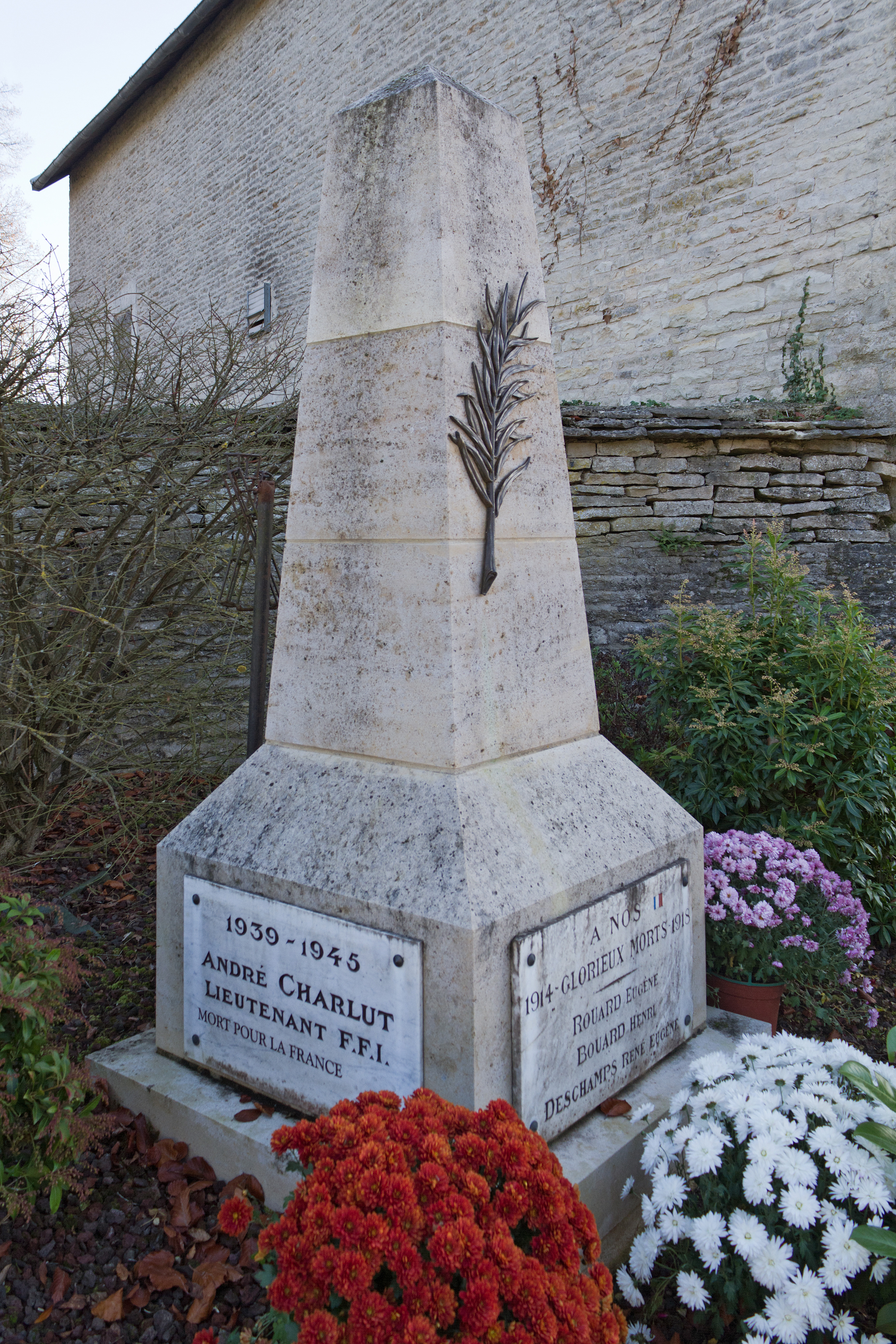
Monument aux morts.
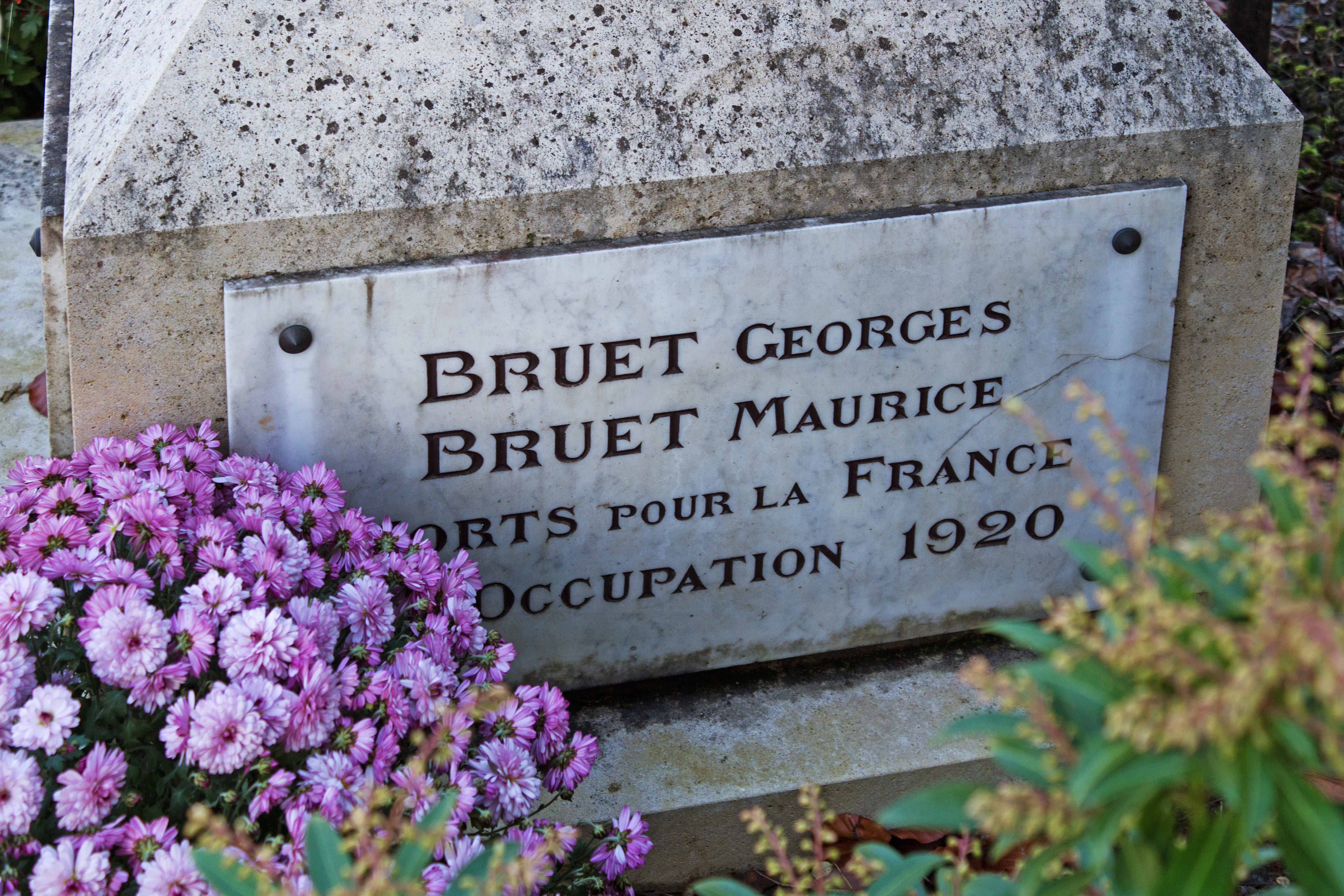
Plaque de côté du monument.
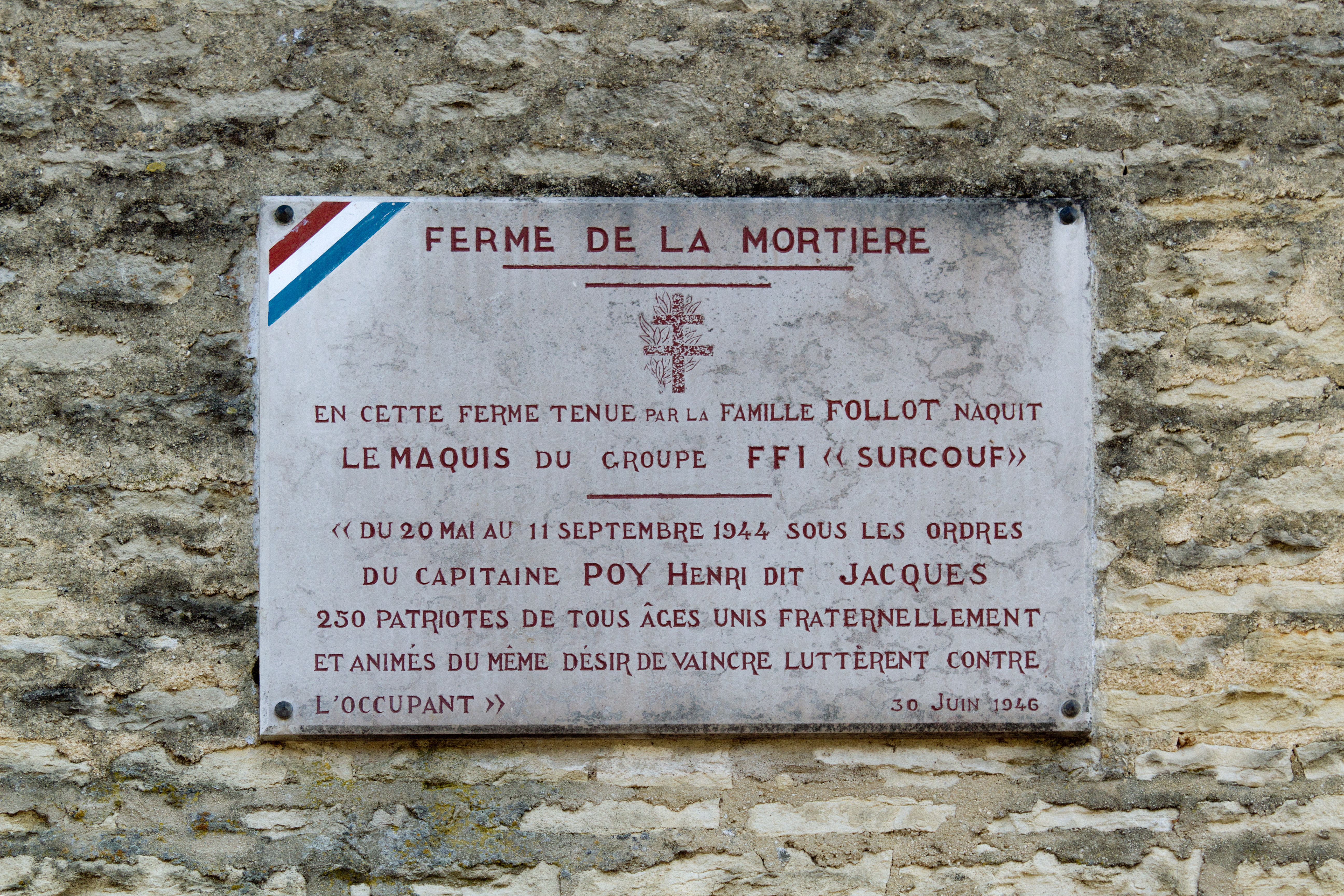
Plaque commémorative aux résistants F.F.I.

### Antiquité, Moyen Âge
En 1287, Hugues d'Arc, abbé de l'Abbaye Saint-Bénigne de Dijon, achète la moitié de la terre de Ville-Comte
Le 19 mars 1479,Charles d'Amboise , sire de Chaumont, gouverneur de Bourgogne donne autorisation à Guiot Bonnot (descendant de Jean Bonnot , maitre des comptes du Duc de Bourgogne) de prendre possession de Villecomte.

### La Révolution
Au cours de la période révolutionnaire de la Convention nationale (1792-1795), la commune a porté le nom de Bellefontaine.

## Politique et administration

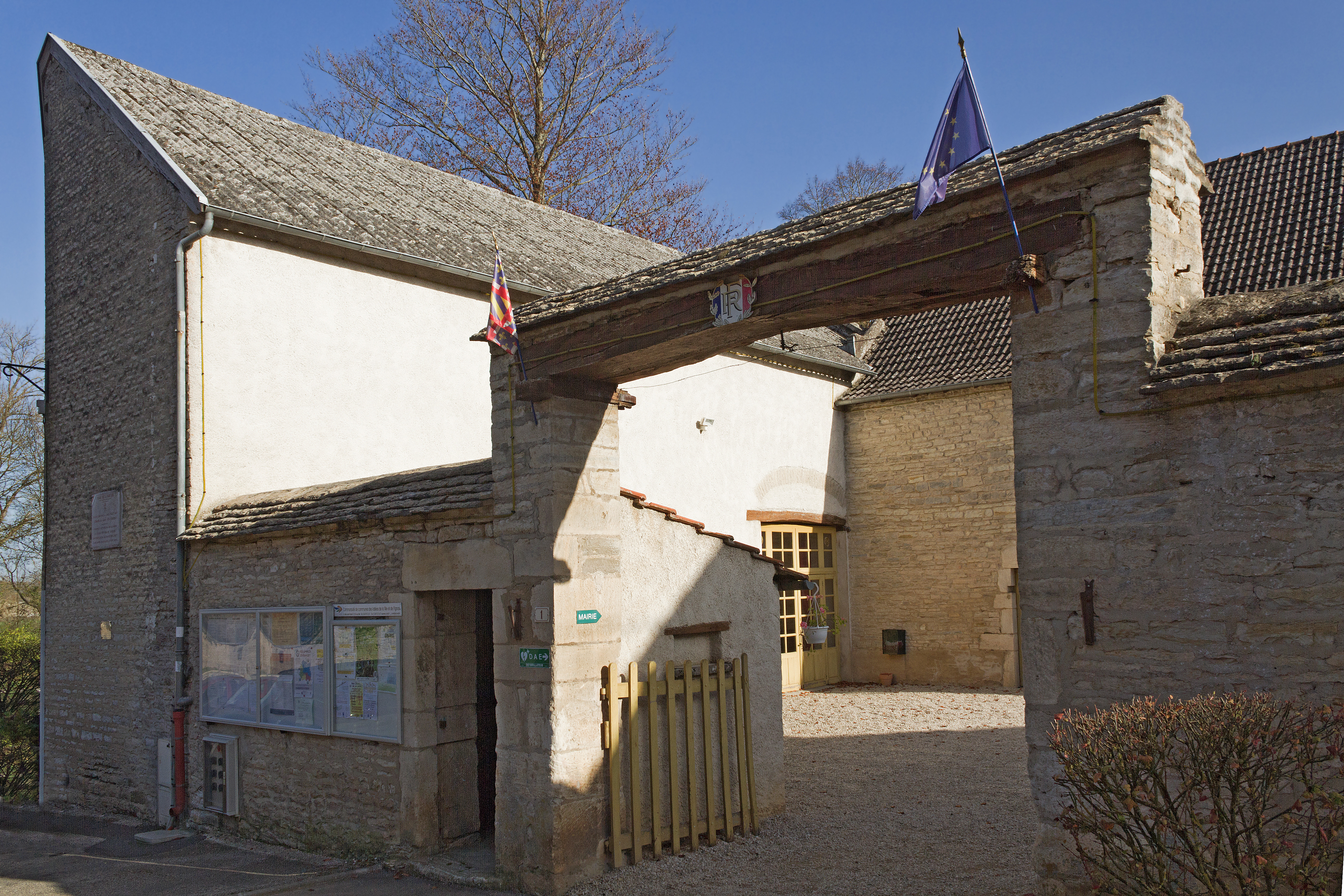
Mairie.

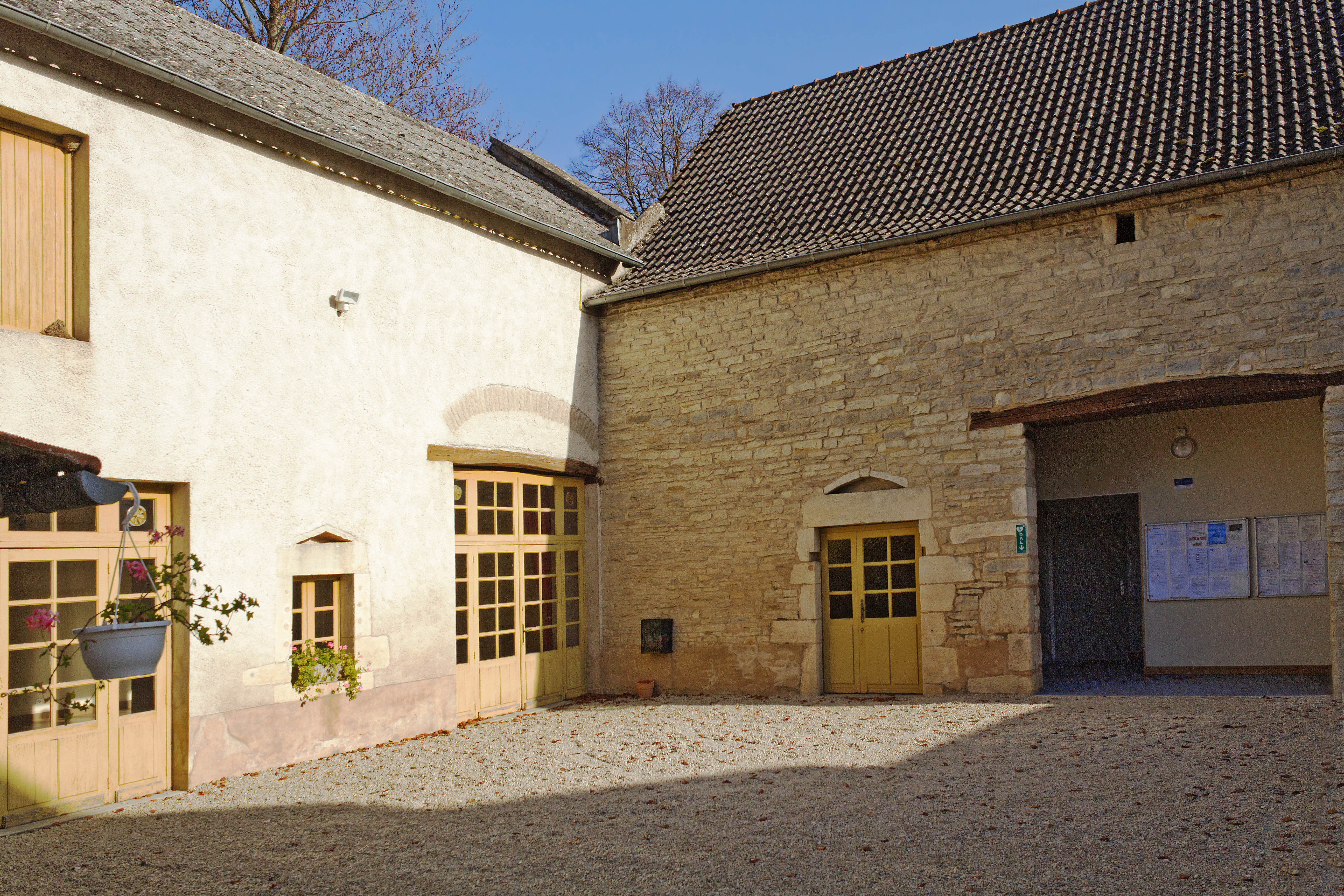
Cour de la mairie.

| Période                                  | Période    | Identité                | Étiquette | Qualité                                 |
| ---------------------------------------- | ---------- | ----------------------- | --------- | --------------------------------------- |
| 1870                                     | 1876       | Jean Baptiste Ladrey    |           |                                         |
| 1876                                     | 1881       | Théodore Pitoiset       |           |                                         |
| 1881                                     | 1884       | Louis Monin             |           |                                         |
| 1884                                     | 1890       | Eugène Hentsberg        |           |                                         |
| 1890                                     | 1892       | Jean Févret             |           |                                         |
| 1892                                     | 1896       | Alexis Poullot          |           |                                         |
| 1896                                     | 1900       | Alfred Royer            |           |                                         |
| 1900                                     | 1909       | Eugène Hentsberg        |           |                                         |
| 1909                                     | 1918       | Louis Perreau           |           |                                         |
| 1918                                     | 1929       | Pierre Deschamps        |           |                                         |
| 1929                                     | 1943       | Henry Daniel            |           |                                         |
| 1943                                     | 1944       | Maurice Royer           |           |                                         |
| 1944                                     | 1947       | Albert Chartron         |           |                                         |
| 1947                                     | 1953       | Paul Michel             |           |                                         |
| 1953                                     | 1971       | Maurice Royer           |           |                                         |
| 1971                                     | 1983       | Pierre Royer            |           |                                         |
| 1983                                     | 1987       | Roland Legras           |           |                                         |
| 1987                                     | 1989       | Michel Deschamps        |           |                                         |
| 1989                                     | 1992       | Philippe Daniel         |           | Agriculteur                             |
| 1992                                     | 2001       | Théodore Chevignard     |           |                                         |
| mars 2001                                | mars 2014  | Alain Verger            |           | Vice-Président de la COVATI (2001-2014) |
| mars 2014                                | avril 2016 | Michel Charmont         |           |                                         |
| juin 2016                                | mai 2020   | Christophe Daniel       |           | Agriculteur                             |
| 28 mai 2020                              | En cours   | M. Jean-Pierre Michelet |           |                                         |
| Les données manquantes sont à compléter. |            |                         |           |                                         |

### Religieuse
- 1287 L'Abbaye Saint-Bénigne de Dijon, pour la moitié de la terre de Ville-Comte

## Démographie
L'évolution du nombre d'habitants est connue à travers les recensements de la population effectués dans la commune depuis 1793. Pour les communes de moins de 10 000 habitants, une enquête de recensement portant sur toute la population est réalisée tous les cinq ans, les populations de référence des années intermédiaires étant quant à elles estimées par interpolation ou extrapolation. Pour la commune, le premier recensement exhaustif entrant dans le cadre du nouveau dispositif a été réalisé en 2008.

En 2022, la commune comptait 245 habitants, en évolution de −3,54 % par rapport à 2016 (Côte-d'Or : +0,82 %, France hors Mayotte : +2,11 %).
| 1793 | 1800 | 1806 | 1821 | 1836 | 1841 | 1846 | 1851 | 1856 |
| ---- | ---- | ---- | ---- | ---- | ---- | ---- | ---- | ---- |
| 344  | 411  | 359  | 404  | 382  | 344  | 373  | 369  | 370  |

| 1861 | 1866 | 1872 | 1876 | 1881 | 1886 | 1891 | 1896 | 1901 |
| ---- | ---- | ---- | ---- | ---- | ---- | ---- | ---- | ---- |
| 306  | 245  | 230  | 235  | 234  | 229  | 212  | 192  | 176  |

| 1906 | 1911 | 1921 | 1926 | 1931 | 1936 | 1946 | 1954 | 1962 |
| ---- | ---- | ---- | ---- | ---- | ---- | ---- | ---- | ---- |
| 181  | 185  | 163  | 164  | 157  | 129  | 173  | 165  | 146  |

| 1968 | 1975 | 1982 | 1990 | 1999 | 2006 | 2008 | 2013 | 2018 |
| ---- | ---- | ---- | ---- | ---- | ---- | ---- | ---- | ---- |
| 162  | 168  | 191  | 191  | 188  | 240  | 255  | 253  | 251  |

| 2022 | - | - | - | - | - | - | - | - |
| ---- | - | - | - | - | - | - | - | - |
| 245  | - | - | - | - | - | - | - | - |

## Lieux, monuments et pôles d'intérêt
En 2015 la commune n'a pas de monument classé à l'inventaire des monuments historiques, 2 objets sont répertoriés à l'inventaire général du patrimoine culturel.
- Église de l'Assomption du XIXe siècle, de plan allongé dans l'enclos paroissial. Elle contient le mobilier et les vitraux répertoriés au patrimoine culturel (voir ligne ci-dessus) et a conservé son chœur du XVe siècle.
- Croix à double face du cimetière, sculpture en pierre de 1720 très ouvragée, avec des décors autour des personnages (Vierge et Christ).

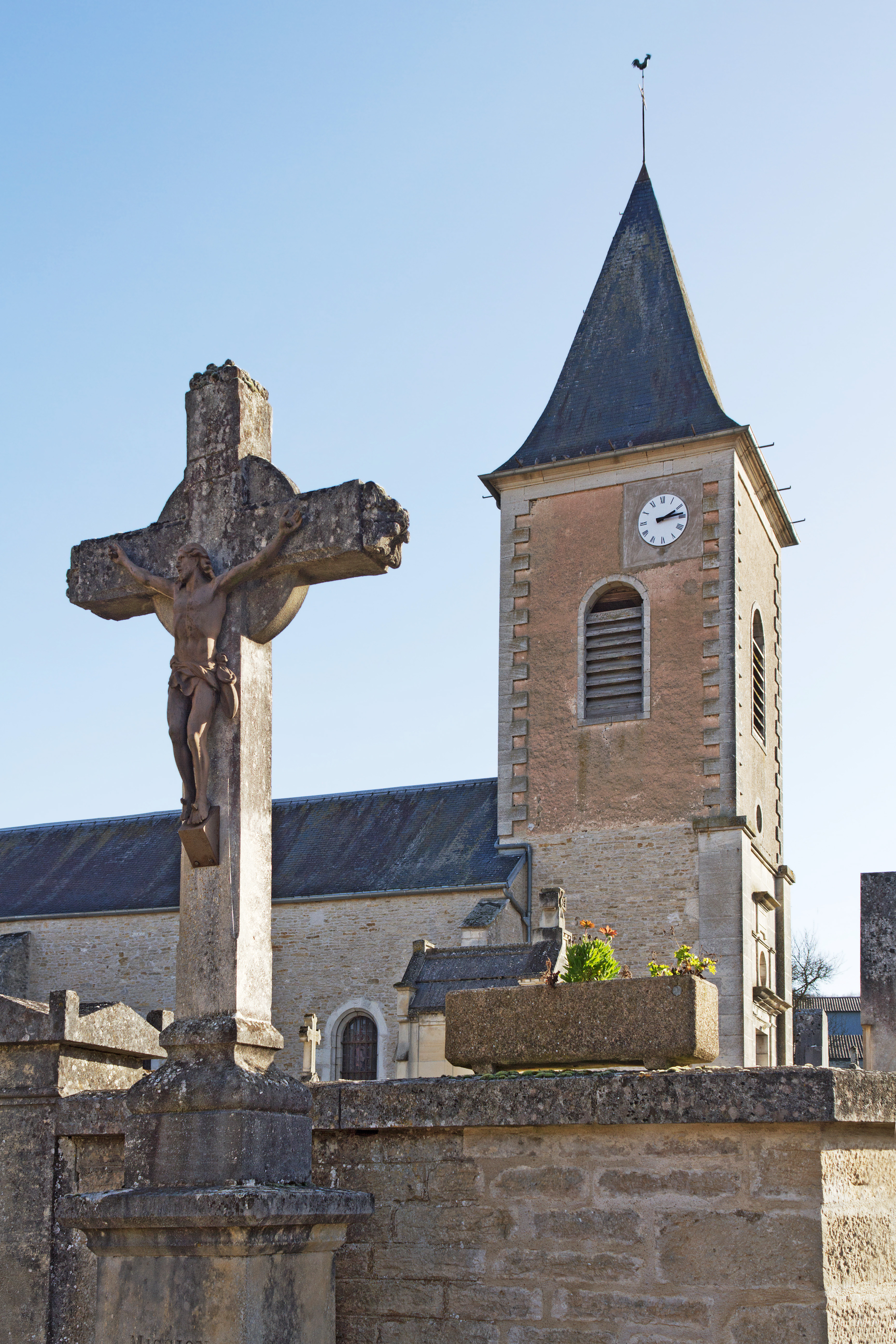
Église et croix de chemin près du cimetière.
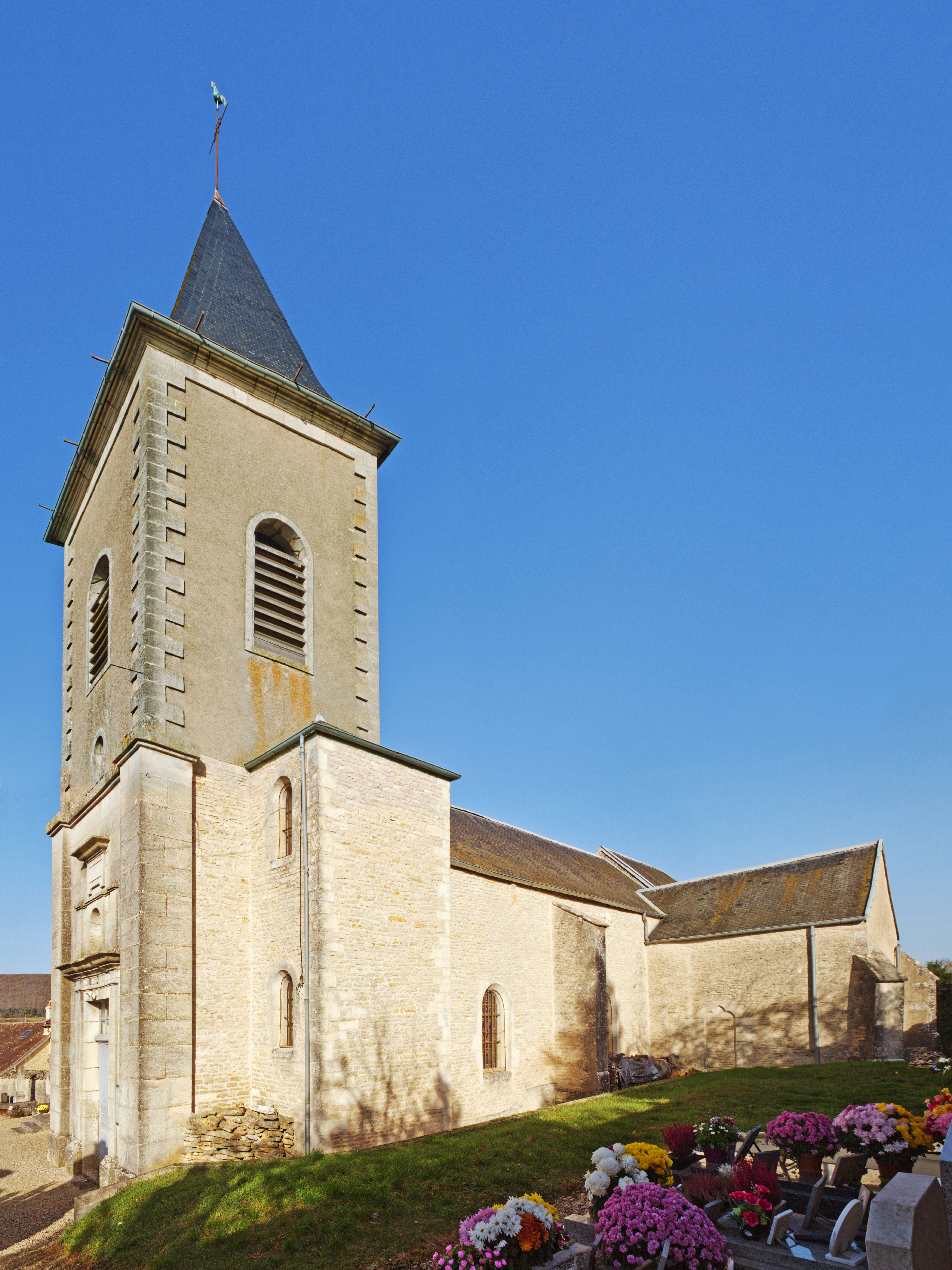
Église de l'Assomption.
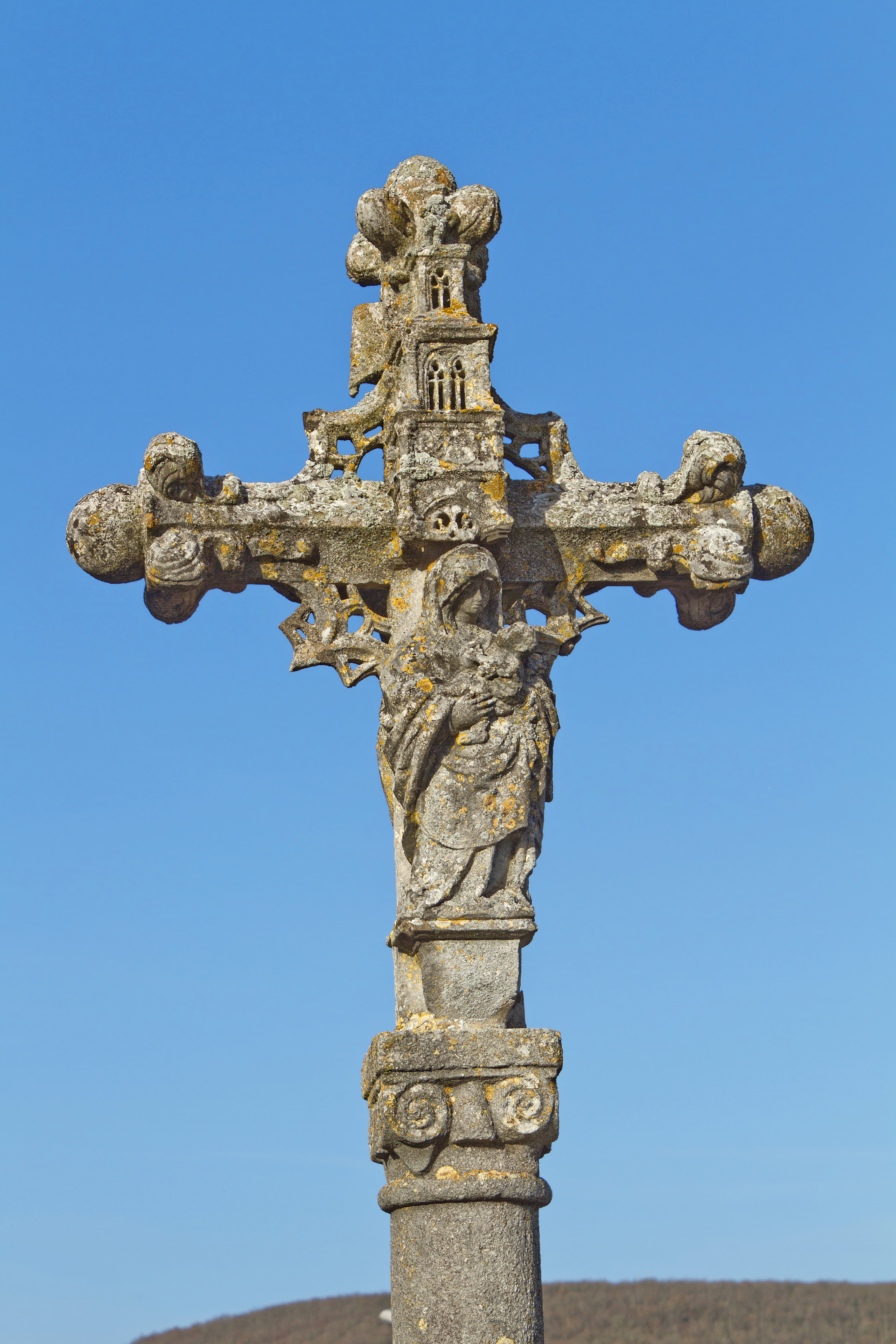
Croix du cimetière, face Vierge.
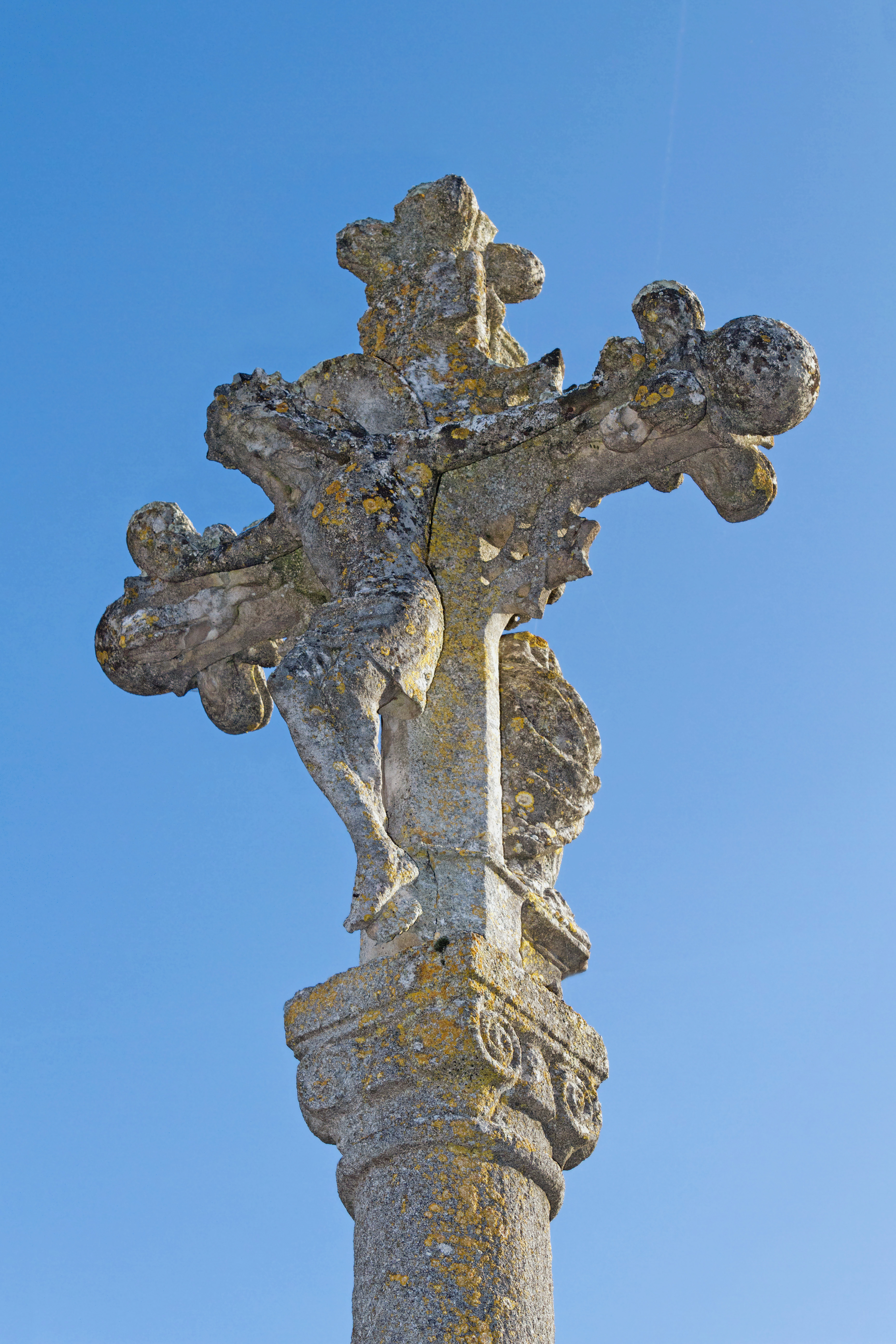
face Christ.
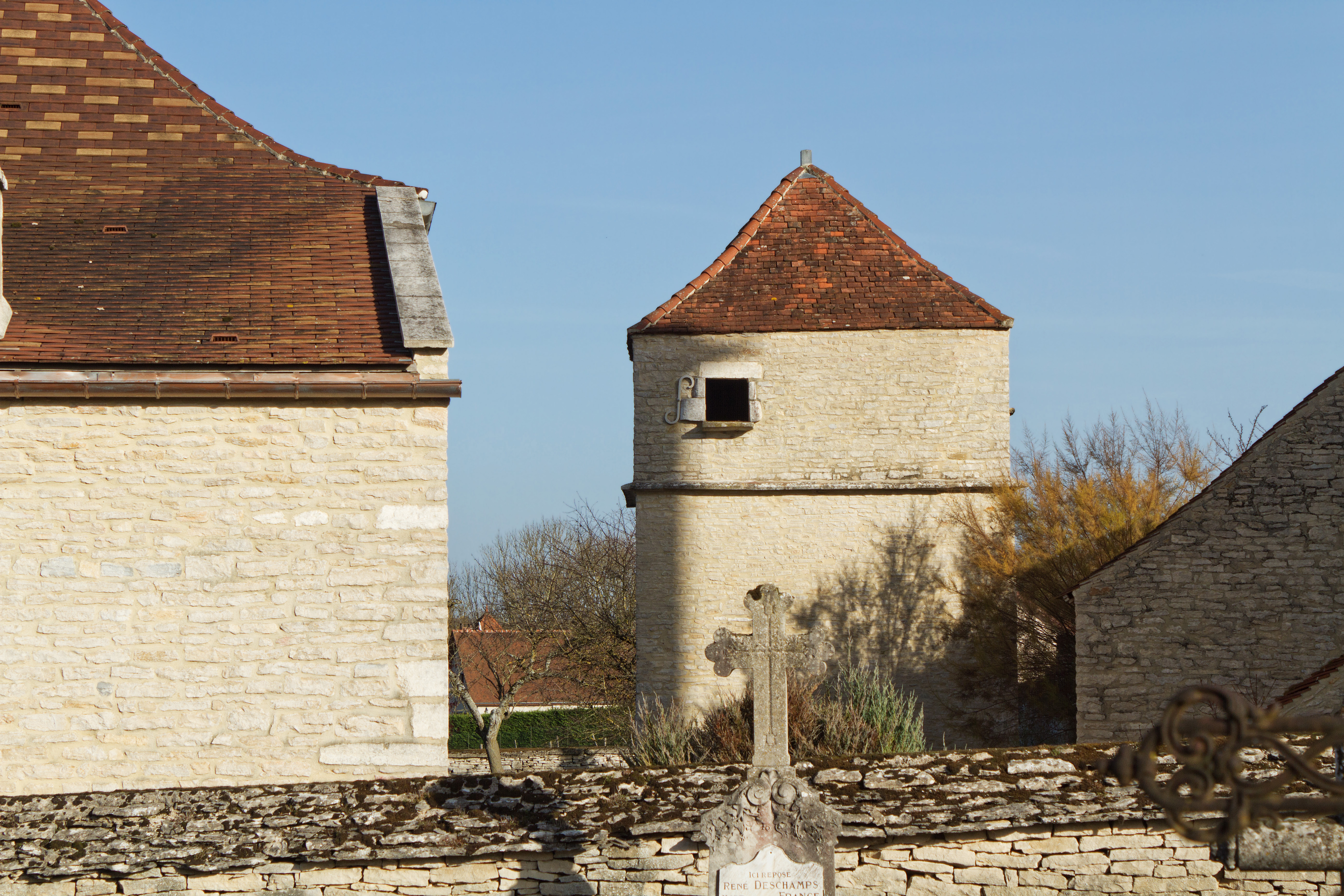
Colombier.

- Résurgence du Creux Bleu et lavoir, agréable lieu de promenade aménagé autour des eaux d'un bleu turquoise particulier aux bassins de certaines sources. Le lavoir de 1879 est muni d'un plancher réglable pour suivre le niveau de l'eau.
- Étang des Prés-Neufs, autre lieu de promenade, dans la nature à proximité du village avec une aire de pique-nique. Il est ouvert à la pêche.

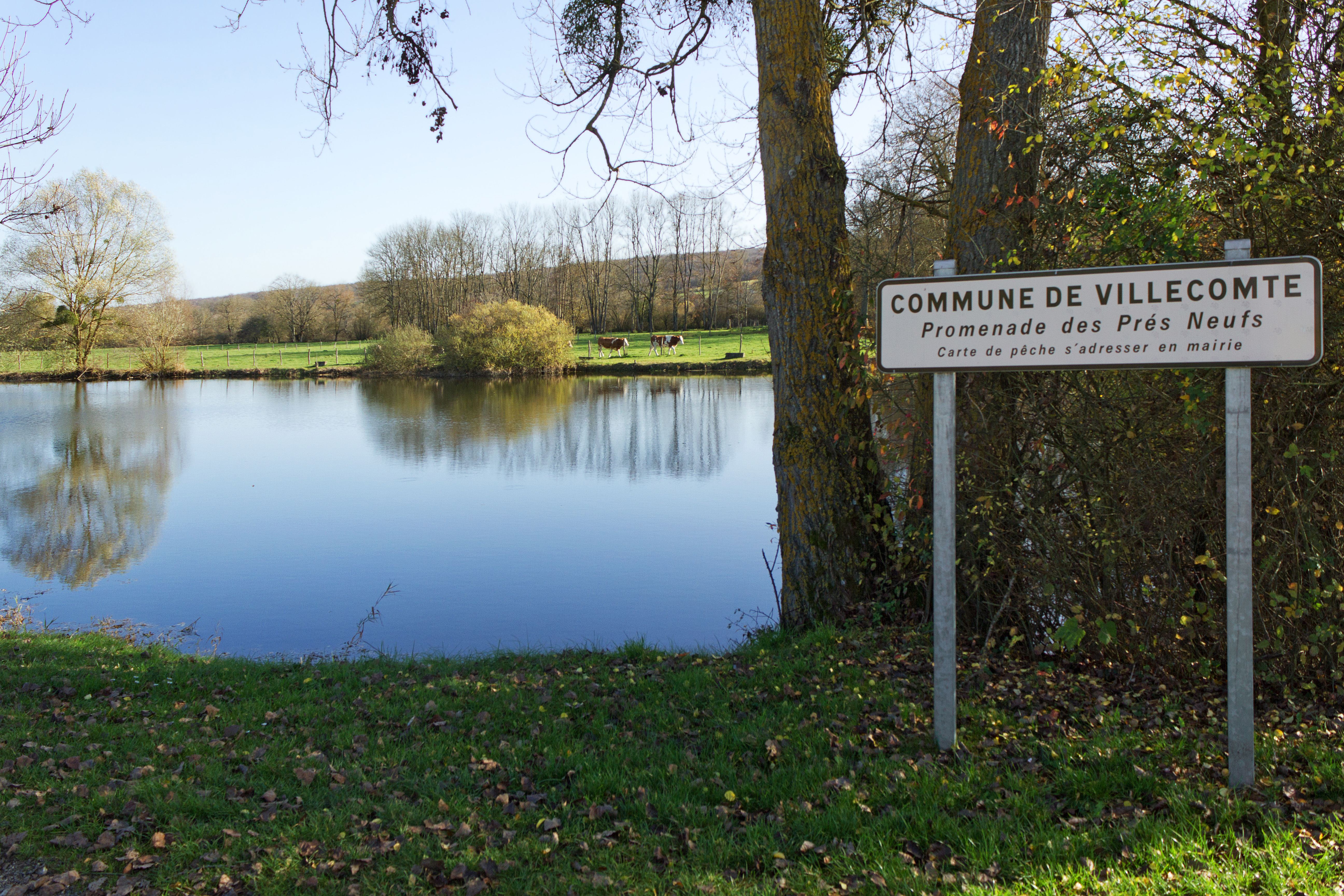
Étang des Prés Neufs.
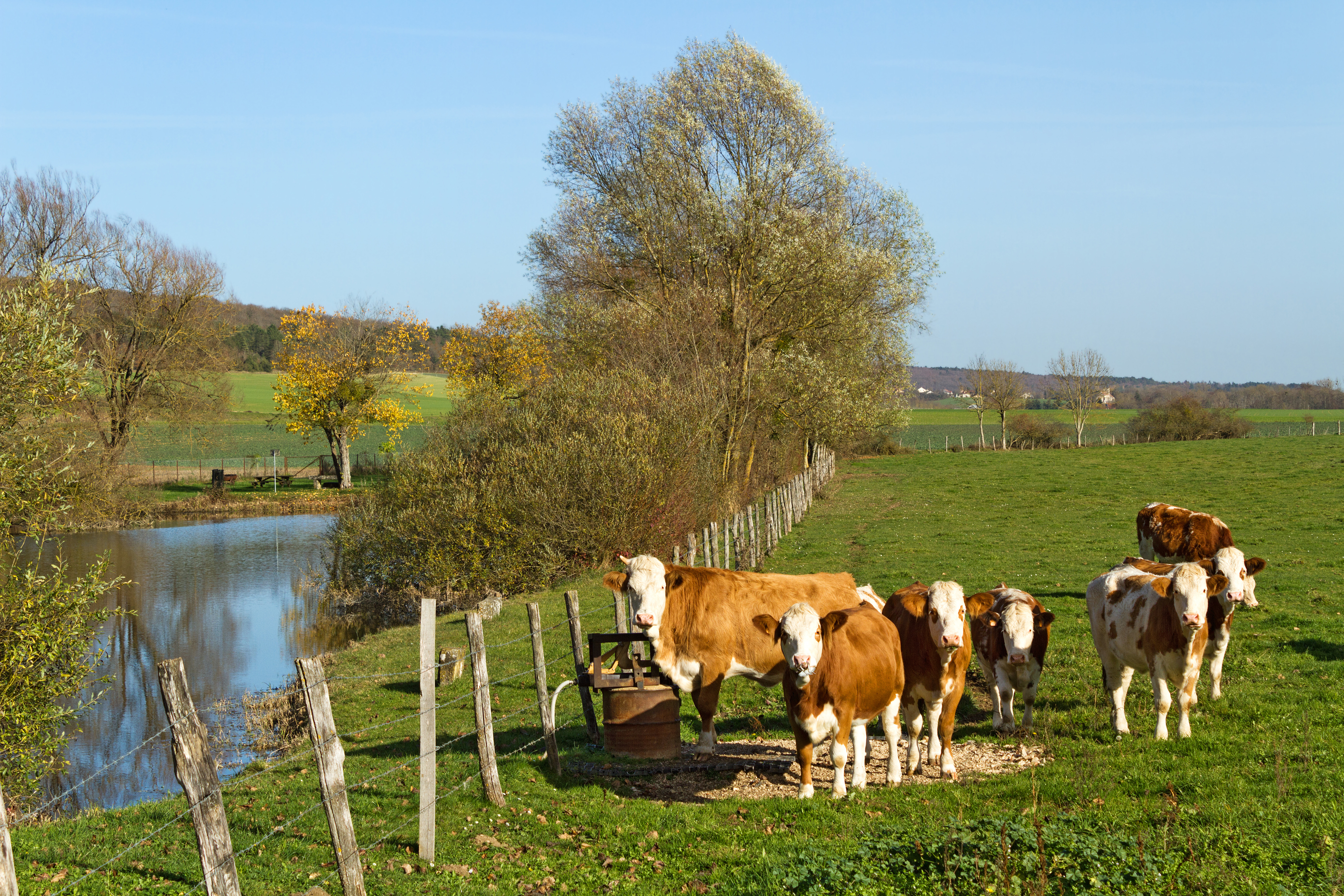
Vaches près de l'étang des Prés Neufs.
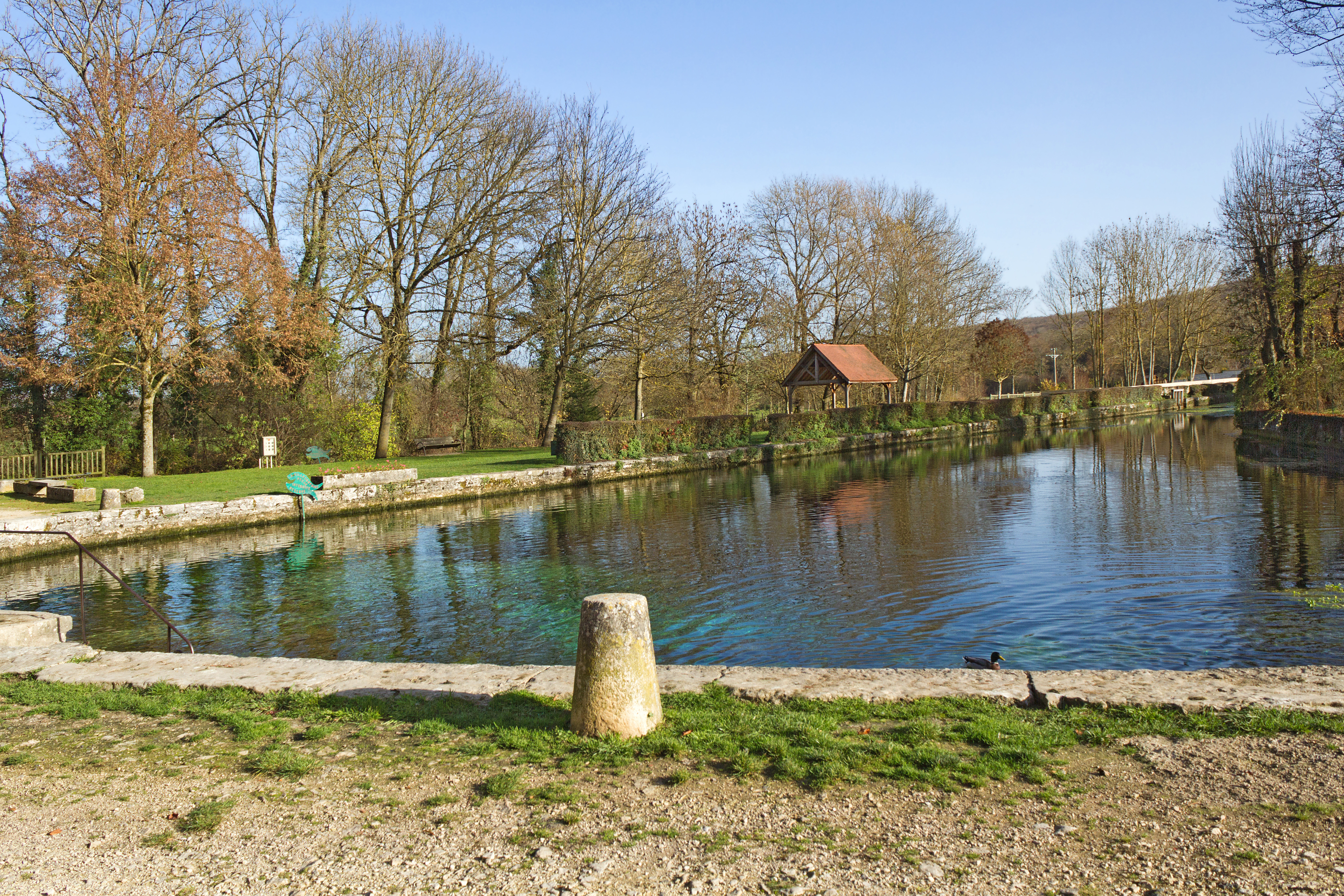
Promenade de la résurgence.
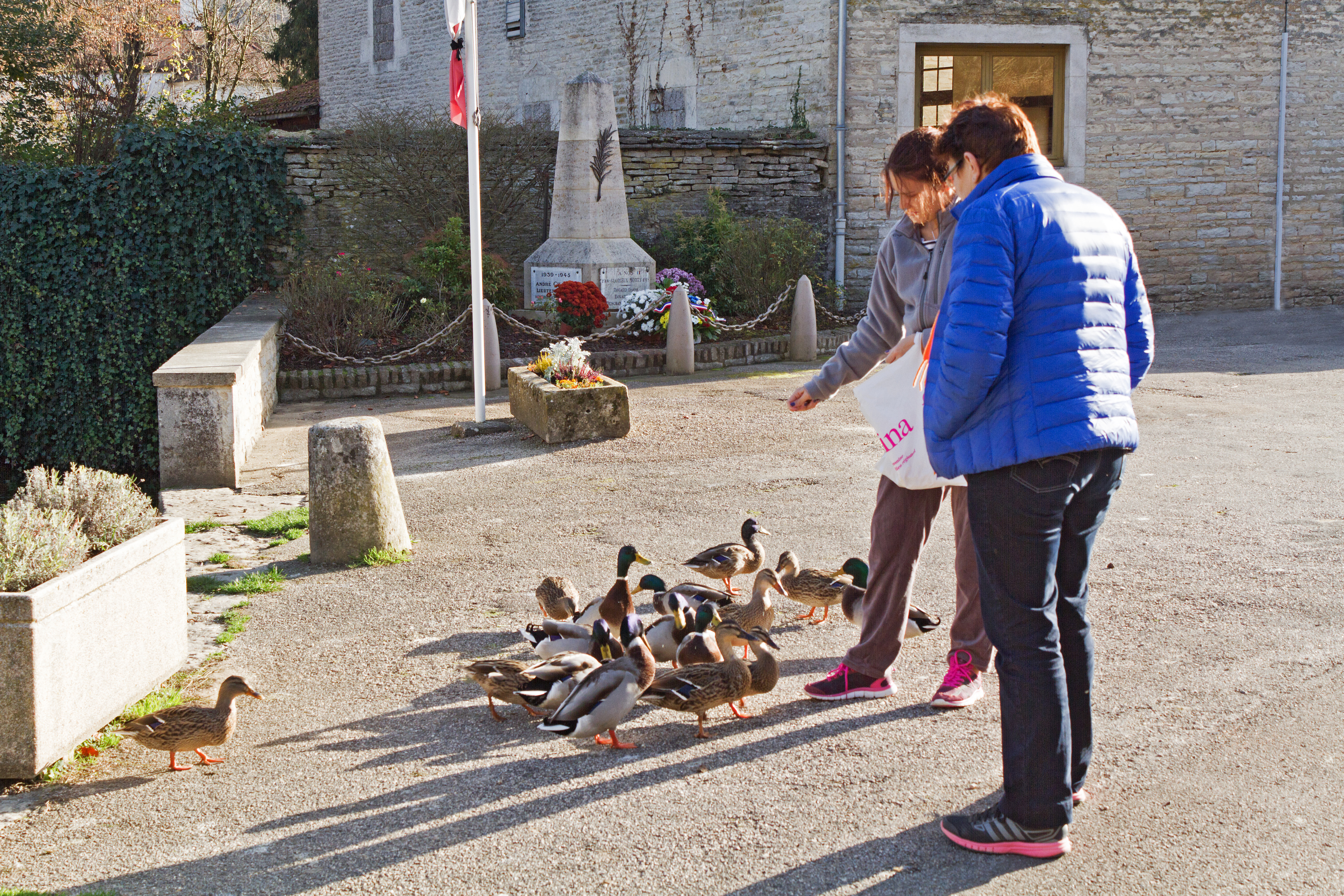
Les canards du Creux Bleu.

- Ancienne maison forte du Vieux Logis (privée), un pavillon est visible près de la résurgence.

## Héraldique
| Blason de Villecomte | Blason  | D'azur au lion couronné d'or, à la bordure de gueules* chargée de huit besants d'argent.                                                                       |
| Blason de Villecomte | Détails | * Il y a là non-respect de la règle de contrariété des couleurs : ces armes sont fautives (azur sur gueules). Le statut officiel du blason reste à déterminer. |